# Herina amabilis
Herina amabilis är en tvåvingeart som först beskrevs av Samuel Wendell Williston  1896.  Herina amabilis ingår i släktet Herina och familjen fläckflugor. Inga underarter finns listade i Catalogue of Life.